# سای‌ورلد
سای‌ورلد (انگلیسی: Cyworld; کره‌ای: 싸이월드) یک شبکه اجتماعی کره‌ای است که مالک آن «شرکت اس‌کی کامونیکیشن» است که خود از زیرمجموعه‌های اس‌کی تلکام محسوب می‌شود.
کاربران این شبکه می‌توانند با ایجاد حساب کاربری، به ایجاد ارتباط و دوستی بپردازند و در آن آواتار و اتاقک‌های کوچکِ مجازی مخصوص به صورتِ تصاویر ایزومتریک داشته باشند و تجاربی مشابه با «سیمز» را شبیه‌سازی کنند.
دو حرف «Cy» در عنوان این شبکهٔ اجتماعی، برگزفته از واژهٔ «cyber» به‌معنای «مجازی» است و در عین حال جناسی است از کلمهٔ «ارتباط» در زبان کره‌ای. (کره‌ای: 사이 'مابین، میان')
سای‌وُرلد را می‌توان نمونه‌ای نه‌چندان دقیق از وبگاه مای‌اسپیس در ایالات متحده آمریکا دانست.